# Église Saint-Fiacre de Nancy
Pour les articles homonymes, voir Église Saint-Fiacre.
L’église Saint-Fiacre ou Saint-Vincent-et-Saint-Fiacre est une église de style néogothique bâtie au XIXe siècle à Nancy, et dédiée à saint Fiacre.

## Situation
L’église Saint-Fiacre se situe au milieu de la rue de Metz, au nord du cours Léopold.

## Histoire

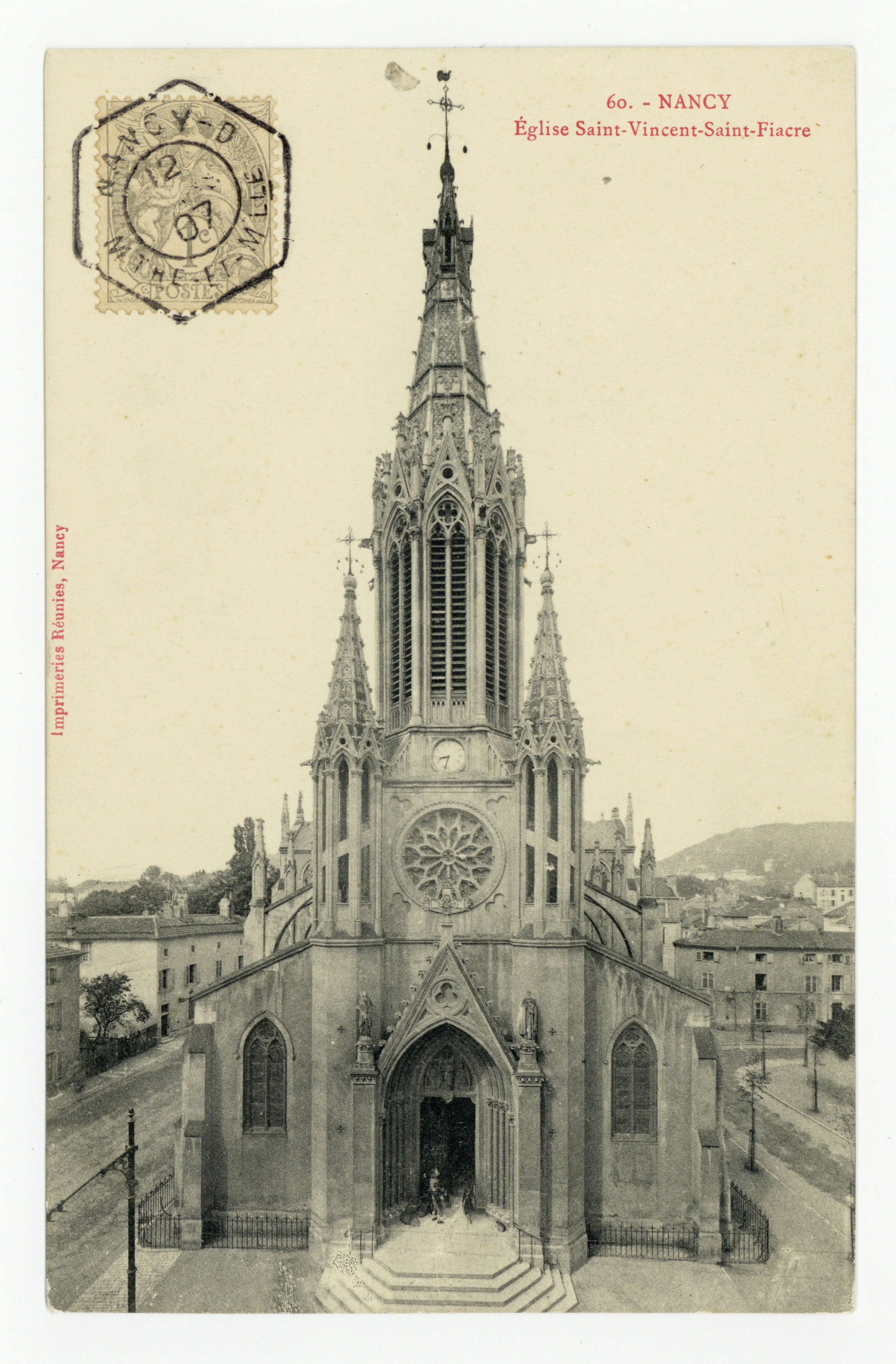
Carte postale représentant l'église Saint-Vincent-Saint-Fiacre.

Le curé fondateur de cette église est Joseph Simonin né le 10 août 1798 à Drouville. Il était le neveu de l'abbé Michel. Joseph Simonin fut curé de la paroisse des Trois-Maisons de 1831 à 1858. Il finança la construction de l'église Saint-Fiacre pour un tiers. Décédé en 1858, il est inhumé à l'entrée du chœur. 
L’église Saint-Fiacre a été conçue par l'architecte Prosper Morey et inaugurée en 1855. Elle remplace l'ancienne église du faubourg des Trois-Maisons et du village de Boudonville, édifiée en 1721.

## Orgues

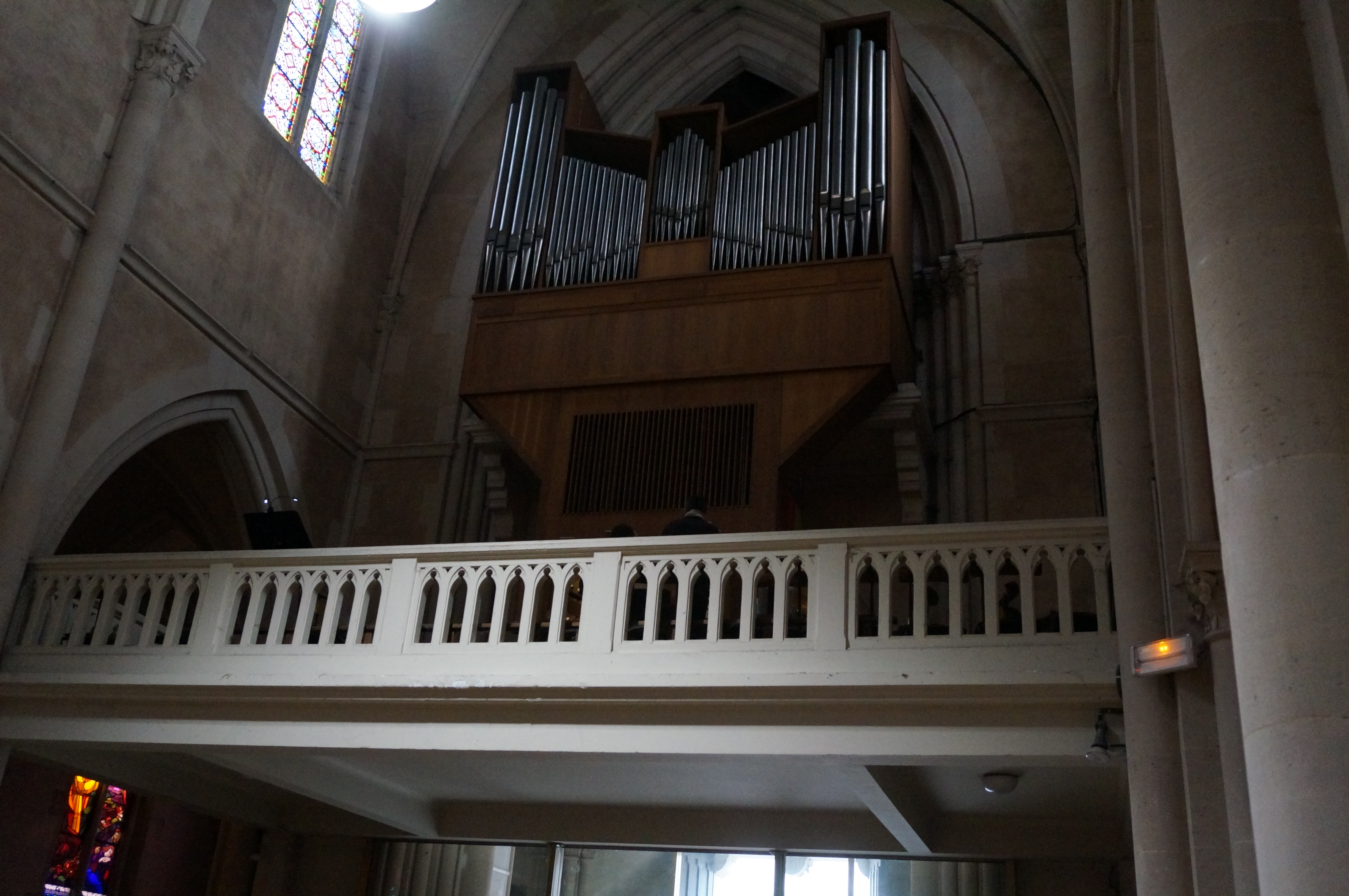
Les orgues de tribune.

Ses grandes orgues ont été reconstruites par Haerpfer-Erman entre 1974 et 1976 avec un buffet neuf. Elles conservent toutefois une grande partie de la tuyauterie de l'orgue d'origine de 1856, que l'on doit à Jean Frédéric II Verschneider.

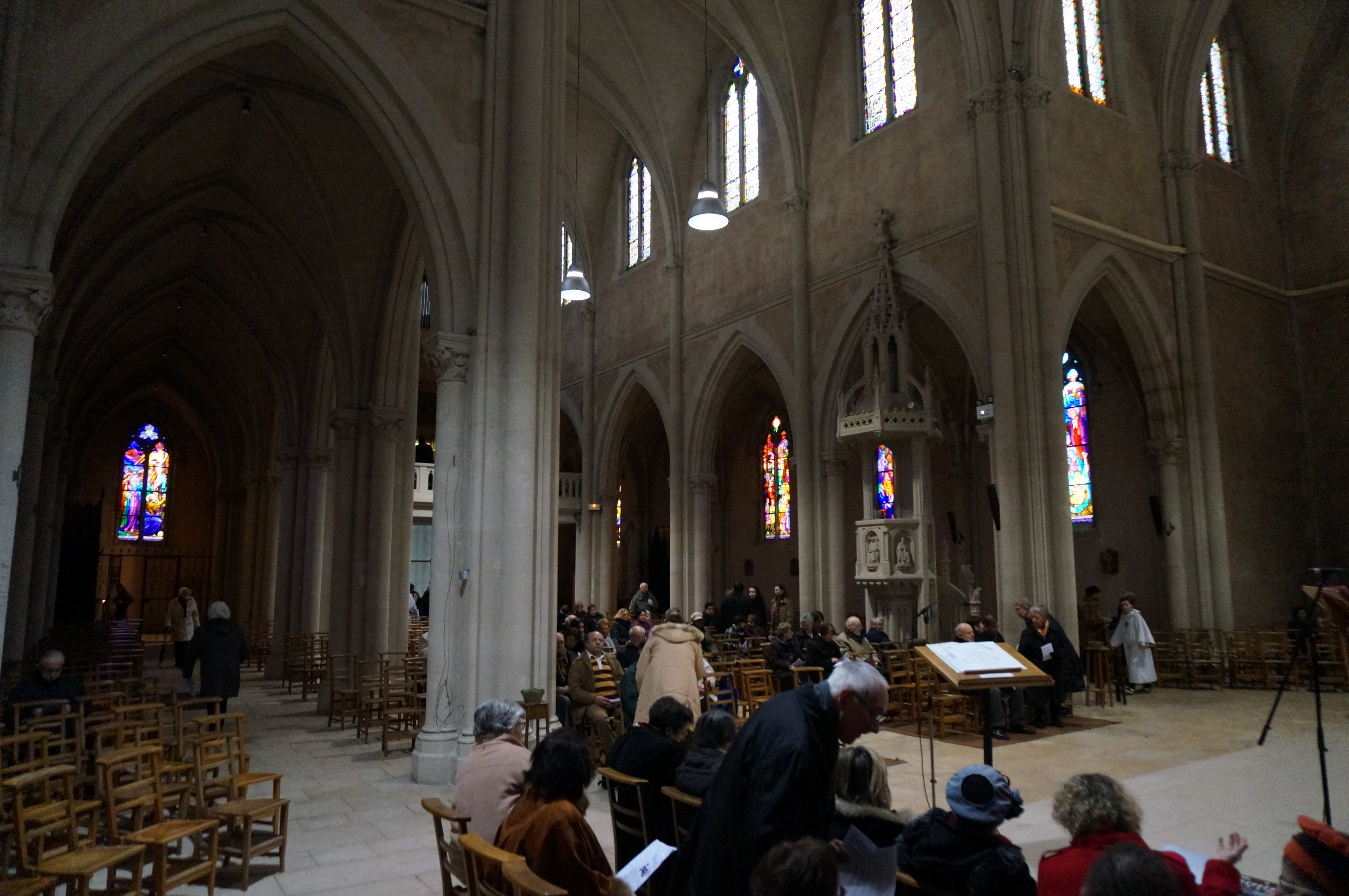
La nef et la chaire qui est classée.

## Architecture
Cette construction de style sulpicien est l'œuvre de Prosper Morey, elle possède quatre autels, celui du chœur est classé ainsi que la chaire.